# Старое Матюшкино
Старое Матюшкино — село в Чердаклинском районе Ульяновской области России. Входит в состав Богдашкинского сельского поселения.

## География
Село находится в западной части Левобережья, в лесостепной зоне, в пределах Низкого Заволжья, к северу от железнодорожной линии Димитровград — Ульяновск, на расстоянии примерно 17 километров (по прямой) к востоку от посёлка городского типа Чердаклы, административного центра района. Абсолютная высота — 110 метров над уровнем моря.
Климат
Климат характеризуется как умеренно континентальный, с тёплым летом и умеренно холодной зимой. Средняя температура воздуха самого тёплого месяца (июля) — 20 °C (абсолютный максимум — 39 °C); самого холодного (января) — −13,8 °C (абсолютный минимум — −47 °C). Продолжительность безморозного периода составляет в среднем 131 день. Среднегодовое количество атмосферных осадков составляет 406 мм. Снежный покров образуется в конце ноября и держится в течение 145 дней.
Часовой пояс
Село Старое Матюшкино, как и вся Ульяновская область, находится в часовой зоне МСК+1. Смещение применяемого времени относительно UTC составляет +4:00.

## История
Село Старое Матюшкино основано в 70-е годы XVII века.
В 1771 году на средства прихожан была построена деревянная однопрестольная Михайло-Архангельская церковь. В 1865 году построена новая церковь.
В 1780 году село Архангельское Матешки тож, ясашных крестьян, помещиковых крестьян, с 408 ревизских душ, вошло в состав Ставропольского уезда Симбирского наместничества. В 1796 году — в Симбирской губернии. С 1851 года в Самарской губернии.
В 1859 году село Матюшкино (Старое Матюшкино), входило в состав 2-го стана Ставропольского уезда Самарской губернии, имелось: церковь, почтовая станция.
На 1900 год село Старое Матюшкино входило в состав Озёрской волости Ставропольского уезда Самарской губернии, в котором, в 142 дворах жило: 371 муж. и 449 жен., имелось церковь, церковно-приходская школа и 5 ветряных мельниц.

## Население
| 1859 | 1889 | 1897 | 1910  | 2010 |
| ---- | ---- | ---- | ----- | ---- |
| 515  | ↗768 | ↗825 | ↗1086 | ↘405 |

Национальный состав
Согласно результатам переписи 2002 года, в национальной структуре населения мордва составляла 51 % из 422 чел., русские — 34 %.